# CA Huracán
A Club Atlético Huracán (ejtsd: [urákán]) egy argentin labdarúgócsapat. Székhelye Parque Patricios-ban található, Buenos Aires-ben. Stadionja az 1949. november 10-én megnyitott, 48314 néző befogadására alkalmas Estadio Tomas Adolfo Ducó.
Az Huracán ötször nyerte meg az argentin bajnokságot, 1921-ben, 1922-ben, 1925-ben, 1928-ban és 1973-ban. Jelenleg az első osztályban szerepelnek. Az első osztályba 2007-ben jutottak vissza a Godoy Cruz 5-2-es legyőzésével.A 2011-es idényben utolsóként végeztek, így kiestek a másodosztályba. 2014-ben megnyerték az Argentin Kupát és az Argentin Szuperkupát is. 2014-ben jutottak vissza az első osztályba.
A csapat fő riválisa a San Lorenzo. A legutóbbi mérkőzésük 1-1-re végződött.
A csapatot minden meccsén nagyszámú szurkoló támogatja. Szurkolói csoportjának a neve:Quemeros

## Sikerek
Liga Profesional
- Bajnok (5): 1921, 1922, 1925, 1928, 1973 Metropolitano

Argentin Kupa
- Győztes (1): 2013–14

Argentin Szuperkupa
- Győztes (1): 2014

Copa Estímulo
- Győztes (1): 1920

Copa Ibarguren
- Győztes (2): 1922, 1925
- Döntős (1): 1921

Copa Adrián C. Escobar
- Győztes (2): 1942, 1943
- Döntős (1): 1941

Copa de Competencia Británica
- Győztes (1): 1944

Copa Aldao
- Döntős (1): 1928

## Híres játékosai
- Guillermo Stábile (1920-30)
- Juan Estrada (1933-37)
- Alberto Galateo (1935, 20 mérkőzés)
- Alfredo Di Stéfano (1946, 25 mérkőzés)
- Arsenio Erico (1946-47, 7 mérkőzés)
- Edgardo Madinabeytia (1950-58)
- Miguel Angel Loayza (1965,1967-68)
- Miguel Ángel Brindisi (1967-76,1978-80)
- Luis Mario Cabrera (1975-76)
- Osvaldo Ardiles (1975-77)
- Alfio Basile (1971-75)
- Carlos Babington (1969-74,1979-82)
- Claudio Garcia (1981-86, 1996-98)
- Héctor Raul Cúper (1988-92)
- Gastón Casas (1994-2000)
- Sixto Peralta (1996-1999)
- Daniel Montenegro (1997-1999, 2002)
- Lucho González (1998-2002)
- Sebastián Morquio (1999-2001)
- Mauro Ramiro Milano (2002-07)
- Leandro Grimi (2004-06)
- Joaquín Larrivey (2004-07)
- Carlos Arano (2008-09)
- Cristian Espinoza (2013-16)
- Ignacio Pussetto (2016-18)

## Klubrekordok
- Legjobb eredménye a Primera Divisiónban: 1. hely (Torneo Metropolitano, 1973)
- Legrosszabb eredménye a Primera Divisiónban: 20. hely (Clausura 2003, 6 pont)

- Legnagyobb arányú győzelem:
- 9-0, 1970-ben a Club Atlético Colón ellen

- Legnagyobb arányú vereség
- 0-7, 1947-ben a Rosario Central ellen

- Legtöbb mérkőzés
- 393 (Jorge Alberti)

- Legtöbb gól
- 254 (Herminio Masantonio)

- Legjobb nemzetközi kupaszereplés
- Libertadores-kupa elődöntő (1974)

## Híres edzők
- Guillermo Stábile
- Renato Cesarini
- César Luis Menotti
- Héctor Raul Cúper
- Osvaldo Piazza
- Enzo Trossero
- Osvaldo Ardiles

## A klub elnökei
- 1908/1910 Carlos Alberto Crimi
- 1911 José Laguna
- 1911/1912 Juan Jaques
- 1912/1913 Juan José Gonzalez, Juan Jaques
- 1913 Hilario Germán Ramponi
- 1913/1915 Germán Blanco
- 1915/1919 Lorenzo Colonello és Nicolas Novellino
- 1920/1923 Aldo Cantoni
- 1924/1926 Alfredo Lazcano
- 1927 Domingo Cozzi
- 1928 Alfredo Lazcano
- 1929/1930 Feliz Iñagra Irregui
- 1931/1932 Jacinto Armando
- 1933/1934 Aldo Cantoni
- 1935 Benjamin Toulouse
- 1936 José Poggi
- 1937 José Girola
- 1938/1945 Tomás Adolfo Ducó
- 1945/1946 Carlos Alberto Cattaneo
- 1946/1947 Salvador José Carbó és Ernesto Villarroel Puck
- 1947 Pedro Torres
- 1948 Dionisio Curuchet
- 1949 Tomás Adolfo Ducó
- 1950/1951 Carlos Campolongui
- 1952/1954 Tomás Adolfo Ducó
- 1955/1956 Oscar Tomás Bignone
- 1957 Antonio Raimondo
- 1958/1960 Carmelo José Marotta
- 1961/1963 Luis Seijo
- 1964/1966 Carmelo José Marotta
- 1967/1972 Luis Seijo
- 1973/1978 David Bracutto
- 1979 Osvaldo De Santis y Oscar Lucero
- 1980 Juan Tidona
- 1981/1982 Luis Norberto Seijo
- 1983/1985 Rodolfo Víctor Nieto
- 1986/1988 Alberto Spota
- 1988/1991 Juan José Zanola
- 1991/1994 Jorge Peña
- 1994/1998 Jorge Peña, Norberto Renzi
- 1998/2001 Carlos Massarino és Jorge Cassini
- 2001/2003 Marcelo Buenaga
- 2003/2006 Néstor Vicente - Oscar Padra
- 2006/2011 Carlos Babington
- 2011/     Alejandro Nadur

## A klub himnusza
Sopla un viento de triunfos y gloria,
corazones que vibran de fe.
Ya desfilan los grandes campeones
y el concurso aplaude de pie.
En sus pechos diviso la insignia
confundida con el corazón.
Es un Globo de fuego que vuela
rumbo al cielo de su inspiración.
Estribillo:
Se oye un grito que se expande
por los aires con afán.
Son millares de gargantas
las que nombran: ¡HURACÁN!
Club glorioso de campeones
con empuje de titán.
Arrogantes corazones
¡HURACÁN! ¡HURACÁN! ¡HURACÁN!
Ya termina el desfile armonioso.
Deportistas de gracia ideal.
Y al espacio se elevan los hurras
junto al Globo que vuela triunfal.
Ya se marchan los bravos campeones
y la hinchada que alienta a la par.
El estadio dormita en silencio.
¡HURACÁN! ¡HURACÁN! ¡HURACÁN!
Se oye un grito que se expande
por los aires con afán.
Son millares de gargantas
las que nombran: ¡HURACÁN!
Club glorioso de campeones
con empuje de titán.
Arrogantes corazones
¡HURACÁN! ¡HURACÁN! ¡HURACÁN!

## Jelenlegi keret
2018. augusztus 10. szerint.
| #  |           | Poszt | Név                 |
| -- | --------- | ----- | ------------------- |
| 1  | argentína | K     | Marcos Diaz         |
| 2  | argentína | V     | Federico Mancinelli |
| 3  | argentína | V     | Pablo Alvárez       |
| 4  | argentína | V     | Carlos Araujo       |
| 5  | argentína | KP    | Israel Damonte      |
| 6  | paraguay  | V     | Saul Salcedo        |
| 8  | argentína | KP    | Mauro Bogado        |
| 9  | argentína | CS    | Andrés Chavez       |
| 10 | argentína | CS    | Gabriel Guerra      |
| 11 | argentína | CS    | Carlos Azuqui       |
| 13 | argentína | V     | Walter Perez        |
| 14 | argentína | KP    | Federico Marin      |
| 15 | argentína | KP    | Iván Rossi          |
| 16 | argentína | CS    | Diego Mendoza       |
| 17 | argentína | K     | Joaquin Mendive     |
| 18 | argentína | KP    | Patricio Toranzo    |
| 19 | argentína | CS    | Nicolas Cordero     |

| #  |              | Poszt | Név                 |
| -- | ------------ | ----- | ------------------- |
| 20 | örményország | CS    | Norberto Briasco    |
| 21 | argentína    | CS    | Lucas Gamba         |
| 22 | argentína    | K     | Fernando Pellegrino |
| 23 | argentína    | V     | Lucas Merolla       |
| 24 | argentína    | CS    | Juan Garro          |
| 25 | paraguay     | V     | Omar Alderete       |
| 26 | argentína    | KP    | David Drocco        |
| 27 | kolumbia     | KP    | Andrés Roa          |
| 28 | argentína    | V     | Christian Chimino   |
| 29 | argentína    | KP    | Matias Juarez       |